# ادوین گرویس
ادوین گرویس (انگلیسی: Edwin Graves; ۱۰ ژوئیهٔ ۱۸۹۷ – ۲۹ آوریل ۱۹۸۶) قایقران روئینگ اهل ایالات متحده آمریکا بود.